# Бдюхи
Бдюхи — деревня в Порховском районе Псковской области России. Входит в состав сельского поселения «Верхнемостская волость».
Расположена на западе волости, в 65 км к юго-западу от города Порхова и в 6 км к западу от волостного центра Верхний Мост.
Численность населения деревни на конец 2000 года составляла 13 человек.